# Alexander Popp
Alexander Mark Popp (ur. 4 listopada 1976 w Heidelbergu) – niemiecki tenisista, dwukrotny ćwierćfinalista Wimbledonu w grze pojedynczej.
Syn niemieckiego nauczyciela i angielskiej urzędniczki; rodzice przenieśli się z Anglii do Niemiec w 1970 roku. Alexander Popp ma dwa obywatelstwa.

## Kariera tenisowa
Treningi tenisowe rozpoczął jako 8–latek, zainspirowany wimbledońskim triumfem Borisa Beckera. Do grona tenisistów zawodowych dołączył w 1997 roku, natomiast w 2005 roku zakończył sportową karierę.
Praworęczny, z bekhendem oburęcznym, przy wzroście 2–metrowym zaliczany był do najwyższych tenisistów świata (obok Belga Dicka Normana, Marca Rosseta i później Ivo Karlovicia).
Dysponował potężnym serwisem, a najlepsze wyniki uzyskiwał na kortach o nawierzchni trawiastej. Dwukrotnie osiągał ćwierćfinał wielkoszlemowego Wimbledonu – w 2000 i 2003 roku – pokonując na londyńskich kortach m.in. Ronalda Agénora, Michaela Changa, Gustavo Kuertena, Marca Rosseta, Hiszama Araziego, Oliviera Rochusa. W 2003 roku w ćwierćfinale Wimbledonu nie wykorzystał prowadzenia 2:0 w setach z Markiem Philippoussisem (późniejszym finalistą). W 2004 roku był w 4 rundzie Wimbledonu, po wcześniejszym wyeliminowaniu m.in. Nicolása Massú. Z kortami trawiastymi związane są także pozostałe sukcesy Poppa – finał w Newport w 2004 roku (pokonał m.in. najwyżej rozstawionego Vince'a Spadeę, przegrał po dwóch tie-breakach z Gregiem Rusedskim) oraz ćwierćfinały turniejowe w Halle i Newport (oba w 2002), ćwierćfinał w Nottingham (2003). Był również w ćwierćfinale halowego turnieju w Metzu w 2003 roku oraz wygrał kilka imprez rangi ATP Challenger Tour.
Popp był raz w finale turnieju deblowego, w Newport w 2002 roku w parze z Jürgenem Melzerem, przegrywając z Bobem i Mikiem Bryanami.
Nie grał w zespole reprezentacyjnym w Pucharze Davisa. Po jego pierwszym ćwierćfinale wimbledońskim, w związku ze słabszymi występami Brytyjczyków Tima Henmana i Grega Rusedskiego, pojawiły się w prasie sportowej spekulacje o możliwościach powołania go do brytyjskiej reprezentacji, jednak Popp nie był zainteresowany ewentualnym powołaniem.
W rankingu gry pojedynczej Popp najwyżej był na 74. miejscu (10 lipca 2000), a w klasyfikacji gry podwójnej na 266. pozycji (15 lipca 2002).

### Finały w turniejach ATP World Tour
| Legenda                                      |
| -------------------------------------------- |
| Wielki Szlem                                 |
| Igrzyska olimpijskie                         |
| Tennis Masters Cup / ATP Finals              |
| ATP Masters Series / ATP Tour Masters 1000   |
| ATP International Series Gold / ATP Tour 500 |
| ATP International Series / ATP Tour 250      |

#### Gra pojedyncza (0–1)
| Końcowy wynik | Nr | Data          | Turniej | Nawierzchnia | Przeciwnik    | Wynik finału   |
| ------------- | -- | ------------- | ------- | ------------ | ------------- | -------------- |
| Finalista     | 1. | 11 lipca 2004 | Newport | Trawiasta    | Greg Rusedski | 6:7(5), 6:7(2) |

#### Gra podwójna (0–1)
| Końcowy wynik | Nr | Data          | Turniej | Nawierzchnia | Partner       | Przeciwnicy          | Wynik finału |
| ------------- | -- | ------------- | ------- | ------------ | ------------- | -------------------- | ------------ |
| Finalista     | 1. | 14 lipca 2002 | Newport | Trawiasta    | Jürgen Melzer | Bob Bryan Mike Bryan | 5:7, 3:6     |